# Apatolestes rossi
Apatolestes rossi är en tvåvingeart som beskrevs av Philip 1950. Apatolestes rossi ingår i släktet Apatolestes och familjen bromsar.
Artens utbredningsområde är Kalifornien. Inga underarter finns listade i Catalogue of Life.